# Jacques Bouchacourt
Pour les articles homonymes, voir Bouchacourt.
Jacques Bouchacourt, né le 31 mai 1923 à Fourchambault (Nièvre) et mort le 27 décembre 2000 à Neuilly-sur-Seine (Hauts-de-Seine), est un homme politique français. Docteur en droit et diplômé de l'ESSEC, il est diplomate et membre du Conseil économique et social. En 1992, il devient président du Rassemblement français pour l'Europe des peuples.

## Biographie
Entre 1951 et 1952, Jacques Bouchacourt, alors âgé de 28 ans, devient un acteur inattendu dans le débat franco-français opposant les partisans de l'Armée européenne (favorable au traité de la Communauté européenne de défense (CED)) et ceux qui s'y opposent. Au bénéfice de sa position privilégiée d'adjoint au secrétaire de la conférence de Paris, il est certain du fait que le but caché de l'accord international du 27 mai 1952 est de permettre la reconstitution d'une armée allemande. Ce faisant, il entend bien que l'opinion publique soit informée. Dès lors, il s'active au point d'être en conflit avec son administration du ministère des Affaires étrangères et arrive à obtenir des entretiens auprès des premiers personnages de l'État : président de la République, président du Conseil et président de l'Assemblée nationale.

## Vie d'espion
De 1970 à 1981 il est recruté comme agent à la solde des soviétiques sous le nom de code de « Nym ». Il mène efficacement des campagnes de propagande et d'influence antiaméricaine et contre la Communauté européenne.

## Détail des fonctions et des mandats
Mandat parlementaire
- 30 juin 1968 - 1er avril 1973 : député de la 2e circonscription de la Nièvre.